# هیده‌یوکی فوکاساوا
هیده‌یوکی فوکاساوا (انگلیسی: Hideyuki Fukasawa؛ زادهٔ ۳۰ نوامبر ۱۹۷۰) موسیقی‌دان اهل ژاپن است.